# Quitandeira
Quitandeira, também chamada de  zungueira, é uma vendedora ambulante típica de Angola, tendo-se disseminado pela diáspora durante a escravatura, sendo conhecida no Brasil pelos nomes de quitandeiros, camelôs, marreteiros, ambulantes, etc..
É comum serem vistas em Luanda, capital de Angola, vestindo panos garridos e de kinda à cabeça com vários tipos de fruta como os cajus, mangas, maboques, pitangas e goiabas, tendo um papel extremamente importante no comércio de géneros de primeira necessidade.
O termo quitandeira, deriva de kitanda, uma palavra que em quimbundo significa mercado ou feira.

## Origens
As quitandeiras são as vendedoras das quitandas, um local de venda tipicamente africano comum aos povos ambundos, encontrando-se espalhadas pela região centro-ocidental de África.
Ainda hoje são vistas a trajar panos vistosos, cercadas por todo o tipo de bens alimentícios como ovos, galinhas, patos, frutas, batatas e dendém, agachadas sobre os calcanhares a fazer a sua venda ou a fritar peixe, bolos, a preparar petiscos, etc. No passado eram de vital importância para o comércio, especialmente para o tráfico de escravos, pois abasteciam as cidades litorais, portos e os navios negreiros.
As quitandeiras estavam organizadas e dividiam-se conforme as especialidades: umas vendiam apenas comida pronta, enquanto outras peixe e assim por diante, existindo inclusive kitandeiras dedicadas especificamente a "produtos da terra", como liamba, tabaco, pemba (argila branca usada em rituais religiosos) e amuletos.
Esta forma organizativa pode ser comparada às actuais cooperativas, em que as quitandeiras prestavam auxílio às menos afortunadas e às colegas na altura do parto. Estas "cooperativas" funcionavam por ramo de negócio, como as quitandeiras que vendiam tabaco (acua-macanha), batata-doce (acua-bonze), gengibre e cola (um fruto com efeitos estimulantes consumido em todo o continente africano). As cores dos panos e adereços também diferenciavam a origem étnica, e a qualidade do tecido diferenciavam as quitandeiras proprietárias (mucua) das suas funcionárias (mubadi).
Na Angola dos dias de hoje, a quitandeira passou também a ser conhecida por "zungueira", um termo que é uma deturpação do termo quimbundo "zunga", resultado da forma verbal "cuzunga", que significa circular ou rodear.